# Beatriz Enríquez de Arana
Beatriz Enríquez de Arana (1465–1521?) Kolumbusz Kristóf törvénytelen fiának, Ferdinándnak az édesanyja.

## Élete
Beatriz a trassierrai Santa Maria faluban (Córdoba közelében) született szegény parasztcsaládban. Két testvére volt. 
Rafael Ramírez de Arellano történész szerint apja vagy mostohaapja Pedro de Torquemada volt, édesanyja pedig Ana Núñez de Arana. 
Kolumbuszt 1487-ben mutatták be az akkor 20-21 éves Beatriznak, aki a következő évben megszülte Ferdinándot, egyetlen közös gyermeküket.

## Emlékezete
Az 1992-ben bemutatott Kolumbusz, a felfedező című brit–amerikai–spanyol filmben Catherine Zeta-Jones testesítette meg.